# 午夜刺殺令
《午夜刺殺令》（英語：To Kill a Priest）是1988年法國的劇情片，由安格妮茲卡·賀蘭執導，克里斯多夫·藍伯特、艾德·哈里斯主演。

## 劇情
改編自波蘭在共產政權下，神父遭秘密警察殺害的事件。

## 演員
- 克里斯多夫·藍伯特 - Father Alek
- 艾德·哈里斯 - Stefan
- 喬思艾克蘭 - Colonel
- 提姆·羅斯 - Feliks
- 提摩西·司伯 - Igor
- 彼得·普斯特李威 - Josef
- 瓊安·華莉 - Anna

## 外部連結
- Box Office Mojo上《午夜刺殺令》的資料（英文）
- 互联网电影数据库（IMDb）上《午夜刺殺令》的资料（英文）
- 爛番茄上《午夜刺殺令》的資料（英文）